# Koronga
Koronga es una ciudad y comuna del círculo de Nara, región de Kulikoró, Mali. Su población era de 7.931 habitantes en 2009.